# Victor Amadeus 2. af Savoyen-Carignano
Victor Amadeus 2. af Savoyen-Carignano (31. oktober 1743 i Torino – 10. september 1780 i Torino) var prins af Savoyen og titulær fyrste af Carignano. Hans sønnesøn var konge af Sardinien i 1831–1849. Hans oldesøn og dennes efterkommere var konger af Italien i 1861–1946. 

## Slægt
Victor Amadeus var oldesøn af Viktor Amadeus 2. Sardinien-Piemont, der havde været konge af Sicilien i 1713 – 1718, og som var Sardiniens første konge i 1720 – 1730.
Victor Amadeus var søn af Luigi Vittorio af Savoyen-Carignano. Efter faderens død i 1778 blev han titulær fyrste af Carignano.

## Familie
Victor Amadeus var gift med prinsesse Joséphine af Lothringen. De fik et barn:
- Carlo Emanuel af Savoyen-Carignano.